# Шхавр
Шхавр (дари شخور) — кишлак на северо-востоке Афганистана, в вилаяте (провинции) Бадахшан. Входит в состав района Вахан.

## Географическое положение
Шхавр расположен на северо-востоке Бадахшана, в высокогорной местности, на левом берегу реки Пяндж, вблизи места впадения в неё малой реки Шхавр, на расстоянии приблизительно 124 километров к востоку-юго-востоку (ESE) от города Файзабада, административного центра вилаята. Абсолютная высота — 2700 метров над уровнем моря. Ближайшие населённые пункты — кишлак Лангар (выше по течению Пянджа), кишлак Кишнихан (ниже по течению Пянджа).

## Население
На 2003 год население составляло 454 человека. В национальном составе преобладают ваханцы.